# Deutscher Fichte-Bund
Le Deutscher Fichte-Bund (« Association » ou « Ligue Fichte allemande » en français) est une organisation nationaliste allemande active entre la fin du Deuxième Reich et celle du Troisième Reich.

## Histoire

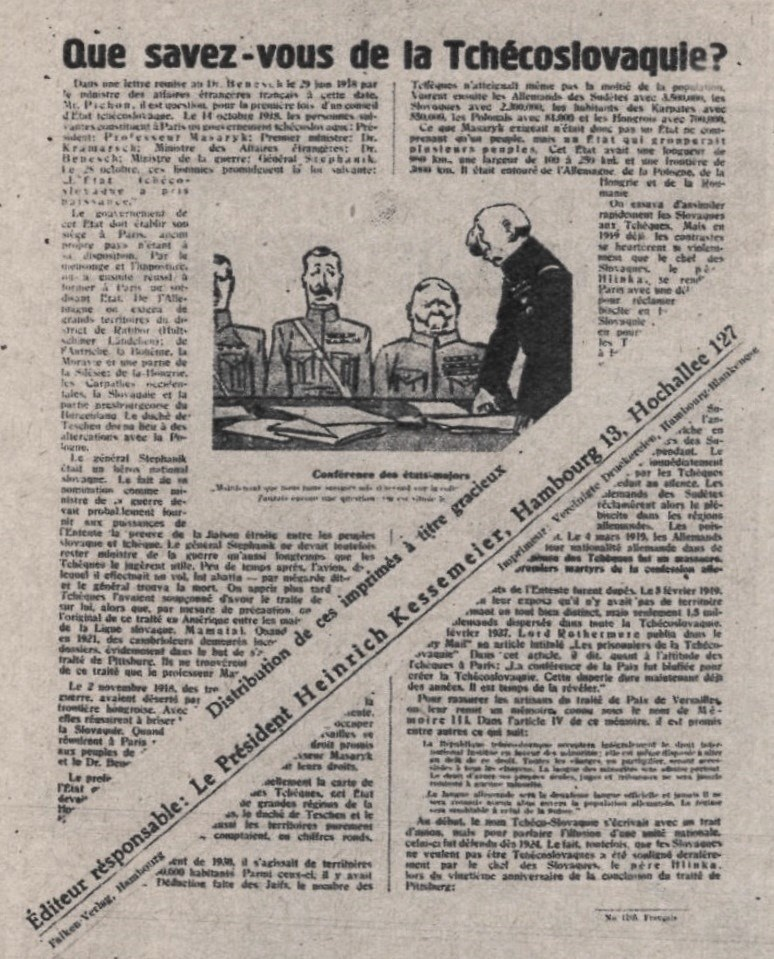
Tract en français distribué à Paris lors de la crise des Sudètes en 1938.

Fondée en janvier 1914, l'association est présidée par Heinrich Kessemeier et a son siège à Hambourg (Colonnaden 47 puis Jungfernstieg 30). Née dans le sillage du mouvement völkisch, elle se place sous l'égide d'un philosophe mort cent ans plus tôt, Johann Gottlieb Fichte, dont les Discours à la nation allemande sont une des références majeures du nationalisme germanique. Son objet est de « relever le sentiment national en voie de disparition », notamment par l'éducation populaire.
Au début des années 1920, à l'époque de l'occupation française de la Ruhr, le Fichtebund est l'un des principaux relais de la campagne de rumeurs racistes anti-françaises connue sous le nom de « Honte noire »,. La véhémence du Fichtebund est alors telle que le préfet de police de Hambourg, Karl Hense (de), fait interdire l'un de ses rassemblements. Déjà dotée d'un mensuel, Deutsches Volkstum, la ligue établit en 1922 une section spéciale à Weimar afin d'éditer en plusieurs langues et de diffuser massivement à l'étranger (France, Angleterre, États-Unis d'Amérique, Suède) des tracts polémiques contestant la responsabilité de l'Allemagne dans le déclenchement de la Première Guerre mondiale et dénonçant les clauses du traité de Versailles puis le plan Dawes. Ses envois mensuels passent ainsi de 700 à 30.000 entre 1921 et 1922.
Mais c'est surtout sous le Troisième Reich que l'association acquiert une grande importance. Avec le sous-titre d'« Union pour la vérité mondiale » et financé (bien qu'il s'en défende) par le ministère de la Propagande de Goebbels, le Fichtebund devient en effet un organisme de diffusion internationale de la propagande nazie. Fils d'Heinrich, Theodor Kessemeier est le chef du département étranger de l'organisation, qui expédie gratuitement des documents rédigés dans de nombreuses langues telles que l'espagnol, le néerlandais, l'anglais ou encore le portugais (à destination du Brésil de Vargas),. À cette fin, l'association dispose de sa propre maison d'édition, Falken Verlag.
En Suisse, les locaux zurichois du Volksbund (de) du major Leonhardt (en) (Scheidergasse 10) abritent l'antenne helvétique du Fichtebund.
En France, la propagande du Fichtebund est relayée par des activistes antisémites ouvertement pro-nazis tels que Roger Cazy, disciple arrageois de Jean Boissel (correspondant de Kessemeier et de Streicher), ou Raymond Geckisch, sympathisant du Parti national prolétarien de Napoléon Bey mais encarté au PPF de Doriot. Des tracts pro-allemands, anticommunistes et anglophobes, rédigés en français mais aussi en italien, en tchèque ou en polonais (afin de toucher les populations immigrées), sont ainsi répandus à des dizaines de milliers d'exemplaires entre 1938 et 1939. Cependant, les autorités françaises n'interviennent contre cette propagande étrangère que quelques semaines avant le début de la Seconde Guerre mondiale.
Après la guerre, le Conseil de contrôle allié décrète la dissolution du Fichtebund ainsi que l'arrestation de ses membres actifs (directive no 38 du 12 octobre 1946).

## Archives
- Inventaire du fonds d'archives de la Deutscher Fichte-Bund conservé à La contemporaine.